# Ga Seochang
Ga Seochang là ga ở Jochiwon-eup, Sejong, Hàn Quốc.

## Ga
Điểm kết nối của Tuyến Gyeongbu và tuyến Osong (nối Tuyến Chungbuk từ Seoul-Tuyến Gyeongbu). Chỉ có 6 đường ray dành cho tàu chở hàng và không có sân ga cho dịch vụ hành khách.
Bản mẫu:Tuyến Osong